# 보이저 계획

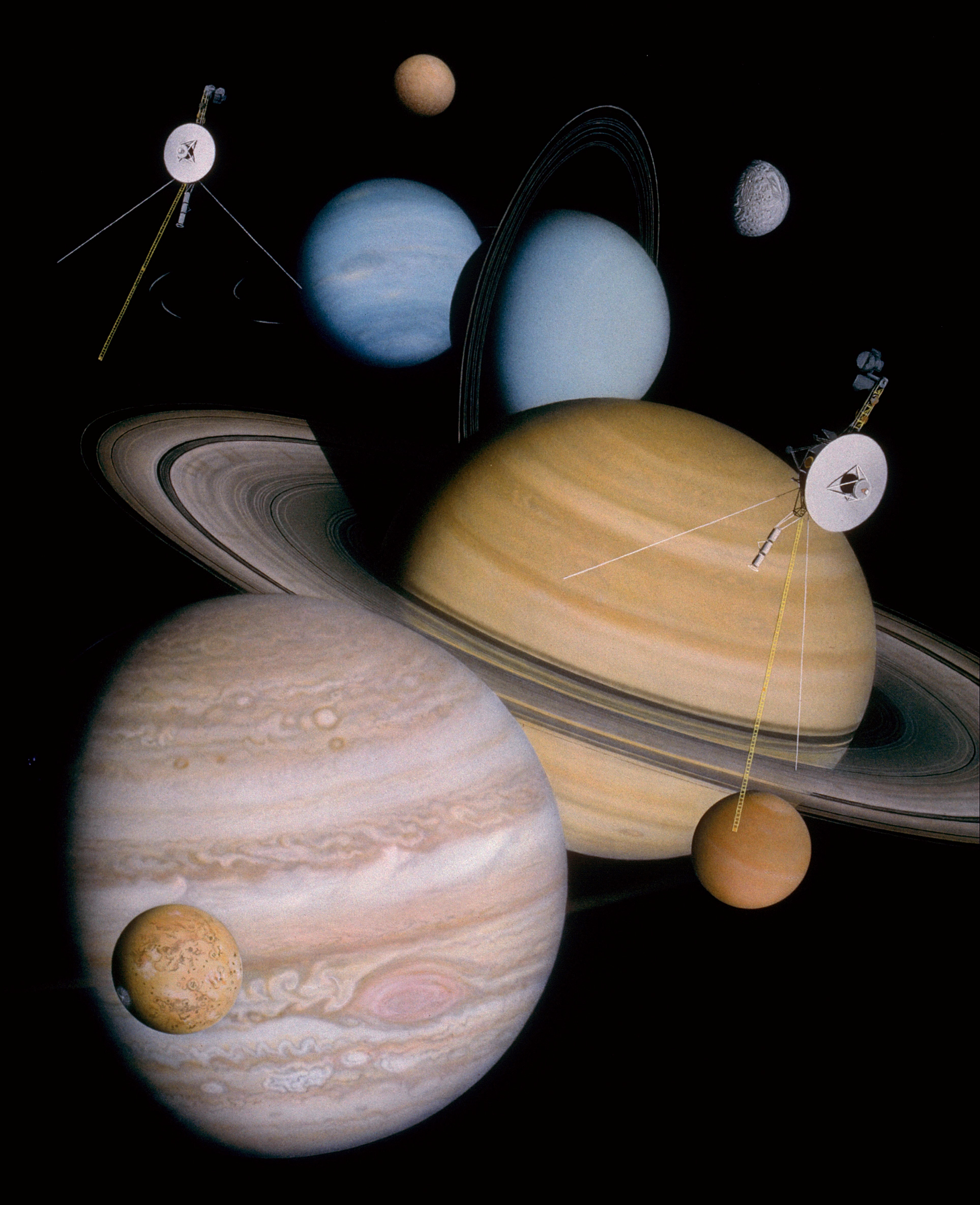
두 보이저 탐사선이 방문한 행성 및 위성들을 탐사선과 함께 나타낸 그림.

보이저 계획(영어: Voyager program)은 미국이 외태양계 연구를 위해 우주 탐사선 보이저 1호와 2호를 만들어 쏘아올린 과학 프로젝트로, 목성, 토성, 천왕성, 해왕성을 탐사하였다. 두 탐사선은 1977년에 네 행성이 운 좋게 일렬로 섰을 때 발사되었으며, 원래는 목성과 토성만 탐사할 계획이었지만 보이저 2호는 천왕성과 해왕성도 탐사하였다. 현재 두 탐사선은 태양권 밖에서 성간매질을 연구 중이며, 기존 계획보다 3배가 넘는 기간 동안 유용한 과학 정보들을 보내오고 있다. 또한, 현재까지 보이저 2호를 제외하고는 천왕성과 해왕성을 방문한 탐사선은 없다.
2012년 8월 25일, 보이저 1호에서 전송된 자료를 검토한 결과, 1호가 인류가 만든 물체로는 최초로 성간 공간으로 진입해 "역사상 그 누구보다도, 그 어떤 것보다도 더 멀리" 위치하게 되었다. 2013년 기준으로, 보이저 1호는 17 km/s의 속도로 태양에서 멀어지고 있다.
보이저 탐사선에 실려 있던 카메라나 자력계 등 장비들을 통해 목성형 행성들과 위성들의 자세한 정보를 알 수 있었다. 목성에서는 복잡한 구름의 모습, 풍속, 폭풍을 측정했고, 위성 이오에서는 화산을 발견했다. 토성에서는 고리에 불가사의한 덩어리, 간극, 뾰족한 모습 등이 있음을 알아내었고, 고리가 무수히 많은 "소천체"들로 이루어졌다는 사실을 밝혔다. 천왕성에서는 불안정한 자기장이 방출됨을 감지했고, 위성을 10개 더 발견했다. 해왕성에서는 고리 3개, 위성 6개를 발견했고 자기장을 감지했으며, 복잡하게 분산되어 있는 오로라도 발견했다. 현재까지 거대 얼음 행성을 방문한 탐사선은 보이저 2호밖에 없다.
보이저 탐사선은 미국 항공우주국(NASA)의 지원을 통해 캘리포니아 남부에 위치한 제트 추진 연구소에서 건조되었으며, 플로리다의 케이프커내버럴 공군 기지에서 발사되었다.

## 경과

2007년 4월 기준으로, 파이어니어 10호, 11호와 보이저 1호, 2호의 위치를 나타낸 그림.

보이저 1호와 2호의 행성 탐사 경로.

두 탐사선은 원래 매리너 계획의 일부였고, 각각 임시로 매리너 11호, 매리너 12호라고 불렸었다. 이후 두 탐사선은 "매리너 목성-토성"이라는 별도의 계획으로 나눠졌고, 나중에는 기존의 매리너 탐사선들에 비해서 많은 발전이 이루어졌기 때문에 같은 프로젝트로 묶기에는 무리가 있다 하여 최종적으로 "보이저 계획"이라고 이름붙여졌다.
보이저 계획은 60년대 말에 계획되었던 행성 대탐사 계획과 비슷하다. 행성 대탐사 계획은 제트 추진 연구소에서 행성들이 딱 맞게 정렬되어 탐사선 2개로 목성, 토성, 천왕성, 해왕성, 명왕성(당시에는 행성)을 근접통과 방식으로 탐사할 수 있다는 사실을 알아낸 후 세워진 것으로, 두 탐사선을 각각 "목성-토성-명왕성" 및 "목성-천왕성-해왕성"으로 보낼 계획이었다. 행성 대탐사 계획은 결국 자금 중단으로 취소되었지만, 세부 사항들은 보이저 계획으로 넘어가 명왕성을 제외한 나머지 행성들을 탐사하였다.
두 탐사선 중 먼저 발사된 탐사선은 2호로, 목성, 토성, 천왕성, 해왕성을 모두 근접통과하는 궤도로 발사되었다. 1호가 더 늦게 발사되었으며, 토성의 위성 타이탄을 거쳐가는 궤도로 발사되었다. 보이저 1호는 타이탄을 거침으로 인해 궤도가 황도면 바깥으로 나갔고, 그대로 행성 탐사가 끝나게 된다. 만약 1호가 타이탄을 거치지 못했다면 2호가 타이탄으로 향할 예정이었고, 천왕성과 해왕성을 탐사하지 못했을 것이다. 또한 1호는 타이탄을 거치지 않고 토성에서 바로 명왕성으로 갈 수도 있었다.
1990년대에 보이저 1호는 먼저 발사되었지만 더 느렸던 파이어니어 10호와 11호를 추월했고, 지구에서 가장 멀리 떨어진 인공 물체가 되었다. 이 기록은 거의 깨지지 않으리라 여겨지고 있는데, 발사 속도가 더 빨랐던 뉴 허라이즌스 탐사선조차 보이저 1호보다 느리기 때문이다. 보이저 1호는 파이어니어 10호와 서로 태양계 반대편에 위치한다.
2004년 12월, 보이저 1호는 태양의 말단충격을 통과했으며, 태양풍이 성간매질과 접촉하여 속력이 느려지는 태양권덮개에 진입했다. 2007년 12월 10일, 보이저 2호도 말단충격을 통과했으며, 이 지점이 보이저 1호가 통과한 지점보다 약 16억 킬로미터 가까운 지점이었기 때문에 태양권은 비대칭으로 추정되고 있다.
2010년, 보이저 1호에서 측정한 태양풍의 속력이 0이 되었고, 과학자들은 보이저 1호가 태양계를 벗어나 성간 공간에 들어섰을 것이라고 추정했다. 2011년, 보이저 탐사선들의 자료를 통해서 태양권덮개는 "매끄럽지 않고" 많은 자기장 거품들이 존재함이 밝혀졌다.
2012년 6월 15일, NASA는 보이저 1호에서 측정한 우주선량이 갑자기 증가했음을 발견했고, 성간 공간에 들어서기 직전이라고 추정했다. 2013년 9월, NASA는 보이저 1호가 2012년 8월 25일에 태양권덮개를 통과했으며, 공식적으로 태양계를 벗어났다고 발표했다.
2018년 기준으로, 보이저 1호와 2호는 현재까지도 태양계 바깥쪽의 자료를 수집해서 보내오고 있다. 2020년까지는 실린 과학 장비들을 가동할 수 있으며 그 후에는 전력이 부족해 장비를 하나하나 꺼야 한다. 2025년 즈음에는 전력이 부족해 과학 장비를 하나도 가동시키지 못하리라고 추정되고 있다.

## 탐사선 설계

보이저 탐사선의 구조.

태양으로부터의 거리에 따른 보이저 2호의 일심속도(日心速度)를 나타낸 도표. 우주선을 가속시키기 위해 목성, 토성, 천왕성의 중력을 이용해 스윙바이를 했음을 알 수 있다. 보이저 2호는 트리톤을 관측하기 위해 해왕성의 북극을 통과했으며 그 결과 가속하여 황도면을 탈출했으나 일심속도는 느려졌다.

보이저 탐사선의 총 중량은 773 kg였으며, 이 중 105 kg은 과학 장비였다. 두 보이저 탐사선은 구조적으로 완벽히 동일했으며, 과학 실험이나 사진 촬영, 지구 방향으로의 안테나 유지, 고도 조정 등에 가속도계를 사용하는 3축 안정화 조정 시스템을 사용했다.
보이저 탐사선의 고이득 안테나(High-gain antenna)는 지름 3.7 m에, 십각형 전지에 연결되어 있었다. 또한 가운데에는 구형 하이드라진 단일추진제 저장 탱크가 위치했다.
보이저 금제 음반은 운송부에 장착되었다. 오른쪽의 사각형 판은 광학 교정 시의 대상임과 동시에 방열판 역할을 했다. 방사성동위원소 열전기 발전기(RTG) 3개는 아래 막대기 끝에 차례대로 장착되었다.
탐색대(scan platform)에는 적외선 간섭 분광기, 자외선 분광기, 화상 과학 시스템, 망원 사진 편광계가 설치되었다.
비행 자료 하부체계(Flight Data Subsystem, FDS) 및 자기 테이프로 데이터를 처리했는데, FDS는 각 장비를 조정하고 과학 및 공학 자료를 모아 전송할 수 있게끔 변환했으며, 자기 테이프는 플라스마 파동 시스템의 자료를 기록했다. 데이터는 6개월마다 재생되었다.
협각 및 광각 카메라로 이루어진 화상 과학 시스템은 마리너 탐사선에 사용되었던 저속 비디오 카메라 관을 개량한 것으로, 카메라 각각은 관 앞에 필터 8개가 돌아갈 수 있게끔 설계되었다. 광각 카메라는 초점거리 200 mm에 조리개 f/3, 협각 카메라는 1500 mm에 f/8.5였다.

### 과학 장비
| 협각 카메라 필터 | 협각 카메라 필터 | 협각 카메라 필터 | 협각 카메라 필터 |
| 이름             | 파장             | 스펙트럼         | 감도             |
| ---------------- | ---------------- | ---------------- | ---------------- |
| 투명             | 280–640 nm       |                  |                  |
| UV               | 280–370 nm       |                  |                  |
| 보라             | 350–450 nm       |                  |                  |
| 파랑             | 430–530 nm       |                  |                  |
| '                | '                |                  | '                |
| 초록             | 530–640 nm       |                  |                  |
| '                | '                |                  | '                |
| 주황             | 590–640 nm       |                  |                  |
| '                | '                |                  | '                |

| 광각 카메라 필터 | 광각 카메라 필터 | 광각 카메라 필터 | 광각 카메라 필터 |
| 이름             | 파장             | 스펙트럼         | 감도             |
| ---------------- | ---------------- | ---------------- | ---------------- |
| 투명             | 280–640 nm       |                  |                  |
| '                | '                |                  | '                |
| 보라             | 350–450 nm       |                  |                  |
| 파랑             | 430–530 nm       |                  |                  |
| CH4-U            | 536–546 nm       |                  |                  |
| 초록             | 530–640 nm       |                  |                  |
| Na-D             | 588–590 nm       |                  |                  |
| 주황             | 590–640 nm       |                  |                  |
| CH4-JST          | 614–624 nm       |                  |                  |

| 협각 카메라 필터 | 협각 카메라 필터 | 협각 카메라 필터 | 협각 카메라 필터 |
| 이름             | 파장             | 스펙트럼         | 감도             |
| ---------------- | ---------------- | ---------------- | ---------------- |
| 투명             | 280–640 nm       |                  |                  |
| UV               | 280–370 nm       |                  |                  |
| 보라             | 350–450 nm       |                  |                  |
| 파랑             | 430–530 nm       |                  |                  |
| '                | '                |                  | '                |
| 초록             | 530–640 nm       |                  |                  |
| '                | '                |                  | '                |
| 주황             | 590–640 nm       |                  |                  |
| '                | '                |                  | '                |

| 광각 카메라 필터 | 광각 카메라 필터 | 광각 카메라 필터 | 광각 카메라 필터 |
| 이름             | 파장             | 스펙트럼         | 감도             |
| ---------------- | ---------------- | ---------------- | ---------------- |
| 투명             | 280–640 nm       |                  |                  |
| '                | '                |                  | '                |
| 보라             | 350–450 nm       |                  |                  |
| 파랑             | 430–530 nm       |                  |                  |
| CH4-U            | 536–546 nm       |                  |                  |
| 초록             | 530–640 nm       |                  |                  |
| Na-D             | 588–590 nm       |                  |                  |
| 주황             | 590–640 nm       |                  |                  |
| CH4-JST          | 614–624 nm       |                  |                  |

### 컴퓨터 및 자료 처리
보이저 탐사선에는 역할이 각기 다른 컴퓨터 3종류가 있었고, 여분으로서 1종류에 포함된 컴퓨터는 2대였다. 따라서 총 컴퓨터는 6대였다. 컴퓨터는 CMOS 및 TTL 중간 직접 회로가 맞춤 제작된 맞춤형 컴퓨터였다. 보이저 1호와 2호의 컴퓨터 시스템은 동일했다.
컴퓨터 명령 체계(Computer Command System, CCS)는 중앙 통제기 역할을 하며, 4096단어 비휘발성 와이어 메모리를 사용한 18비트 인터럽트형 프로세서 사용 워드 머신이었다. 보이저 탐사 대부분 기간 동안 CCS 컴퓨터는 탐사선의 명령 및 처리 능력을 향상시키기 위해 과도한 사용을 제한했다. 보이저 탐사선의 CCS는 바이킹 탐사선과 매우 유사했다.
비행 자료 체계(Flight Data System ,FDS)는 각각 8198 단어 모듈 메모리 16비트 워드 머신이었다.
고도 및 산출 조정 체계(Attitude and Articulation Control System ,AACS)는 각각 4096단어 워드 머신이었다.
다른 탑재 장비와는 다르게, 가시광선 카메라는 비행 자료 체계 컴퓨터에 탑재된 사진 변수 표를 통해 통제되었다.
컴퓨터 명령 체계는 카메라를 조정했다. 또한 고정된 프로그램이 탑재되어 있어 명령 해석, 오류 감지, 수정 절차, 안테나 조준 절차 등을 자동으로 수행했다. 이 컴퓨터는 바이킹 탐사선에 탑재된 컴퓨터를 개량한 것이다. 두 탐사선에 탑재된 하드웨어는 완벽히 동일하며, 소프트웨어적으로만 과학 하위체계 보완을 위한 약간의 수정이 가해졌다.
고도 및 출력 조정 하위체계(Attitude and Articulation Control Subsystem ,AACS)는 우주선의 기동 조절, 즉 고이득 안테나를 지구로 향하게 하고, 탐색대를 특정 지점으로 향하게 조정했다.

### 통신
보이저 탐사선과의 통신은 탐사선에 탑재된 3.7미터 고이득 안테나를 이용했다. 상향 링크 통신은 S 대역 마이크로파를 이용했으며, 하향 링크 통신은 탐사선에 탑재된 X 대역 마이크로파 통신기를 이용했고 S 대역 통신기를 보조로 사용했다. 전파 폭은 X 대역이 0.5°, S 대역이 2.3°이다.:17 저이득 안테나의 증폭 정도는 7dB였으며, 전파 폭은 60°이다.:17
전파 통신에도 역제곱 법칙이 적용되기 때문에, 하향 링크 통신에 사용되는 디지털 데이터 속도는 지구에서 멀어질수록 계속해서 감소하고 있다. 목성 근방에서 사용한 데이터 속도는 초당 115,000 비트였으나, 토성에서는 절반으로 감소했고, 그 이후로도 지속적으로 감소하고 있다. 역제곱 법칙의 효과를 줄이기 위한 노력을 기울이기도 했는데, 1982 ~ 1985년에 심우주 통신망의 파라볼라 안테나 지름을 64미터에서 70미터로 증가시켰고,:34 이를 통해 약한 마이크로파 신호를 감지하는 능력이 매우 향상되었다.
탐사선이 토성과 천왕성 사이에 있을 때, 탑재된 소프트웨어가 이미지 압축 및 효율적인 리드 솔로몬 부호를 사용할 수 있게끔 업데이트되었다.:33
1986~1989년에는 지상 안테나의 신호를 합쳐 강한 신호를 낼 수 있게끔 새로운 기술이 도입되었다.:34 캘리포니아 골드스톤, 캔버라, 마드리드에 있는 접시안테나 여분을 사용했으며, 1989년 해왕성 통과 즈음에는 오스트레일리아의 파크스 전파망원경도 동원되었다. 미국에서는 골드스톤의 장비와 함께 사용하기 위해 뉴멕시코주의 장기선 간섭계도 잠시 사용된 적이 있다.:34 이 기술을 종합해 해왕성부터 지구까지 긴 거리의 통신 문제를 극복할 수 있었다.

### 전력

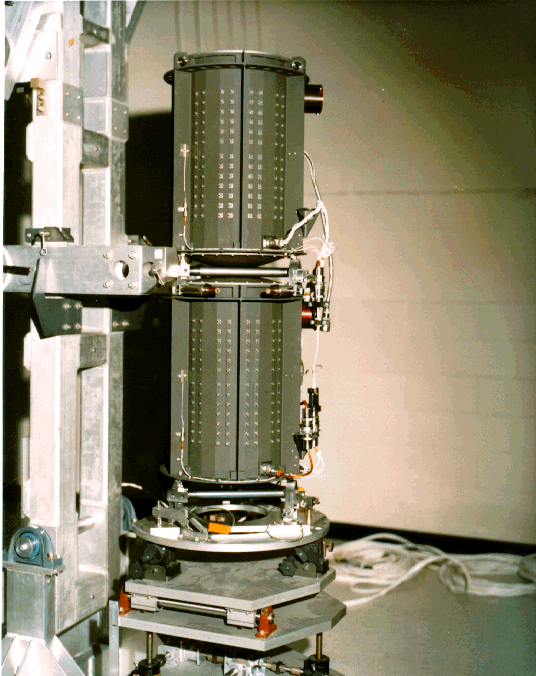
보이저 탐사선에 사용된 RTG들.

전력은 MHW-RTG 방사성동위원소 열전기 발전기(RTG) 3개를 통해 충당되었으며, 각 RTG는 플루토늄-238을 플루토늄-239로 변환시켜 에너지를 얻어, 발사 당시 기준으로 직류 470 W, 30 V를 생산해냈다. 플루토늄 238의 반감기는 약 87.74년이기 때문에, 보이저 탐사선의 RTG는 이론상 1년에 1−0.5(1/87.74) = 0.79%만큼 전력 생산량이 줄어든다.
발사 34년 후인 2011년, 이론적으로 RTG는 470 W × 2−(34/87.74) ≈ 359 W를 생산해내고 있어야 했지만, 열을 전기로 변환시키는 열전대 또한 효율이 감소하여 실제 전력 생산량은 이보다 더 낮았다.
2011년 10월 7일, 보이저 1호와 2호의 전력 생산량은 각각 267.9 W, 269.2 W였으며, 이는 발사 전에 예상했던 수치보다 더 나은 값이였다. 전력 생산량이 점점 줄어듬에 따라 가동할 수 있는 장비가 점점 줄어들며, 탐사선의 활약 가능성을 좁힌다. 2032년 경에는 통신에 사용할 전력도 없으리라 예상되고 있다.

## 보이저 성간 탐사
보이저 탐사선의 첫 임무는 1989년에 보이저 2호가 해왕성을 통과함으로써 끝났다. 그 후, 일종의 계획 연장으로서 보이저 성간 탐사(Voyager Interstellar Mission ,VIM)가 시작되었으며, 이 시점에 탐사선들은 이미 우주에서 12년 이상을 보낸 상태였다. NASA 과학 임무 기획부의 태양 부서는 2008년 보고서를 냈으며, 내용은 "보이저 성간 탐사는 반드시 연장되어야 하며, 심우주 통신망 개선을 통해 이를 도와야 한다"였다.
보이저 성간 탐사의 주요 목적은 태양계 외행성 너머 먼 곳까지 과학 탐사를 진행하는 것으로, 태양 자기장의 끝인 태양권계면을 통과하면 탐사선이 태양풍의 영향을 받지 않고 성간매질을 탐지할 수 있다.
보이저 2호의 탐색단 및 탐색단에 탑재된 모든 장비는 1998년 전원이 나갔으며, 보이저 1호도 자외선 분광기를 제외하고는 2000년 후반 전원이 나갔다. 위쪽 방향에서 오는 자외선은 측정할 수 있지만, 주변 탐색은 더 이상 할 수 없게 되었다.
2016년 및 2017년에 보이저 2호와 1호의 자이로 작동이 끝났고, 이로 인해 자력계를 통한 360도 방향 자기장 자료 수집이 불가능해진다.

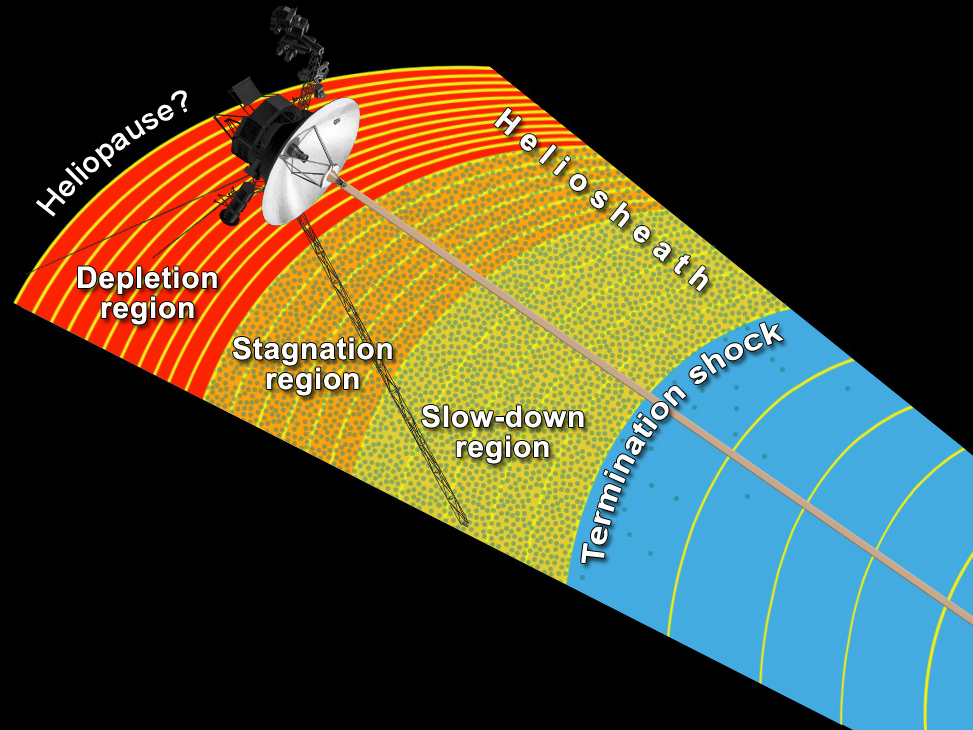
이 다이어그램은 2013년 6월 28일 기준 보이저 탐사선의 자료를 기반으로 한 태양권의 모습을 담고 있다.

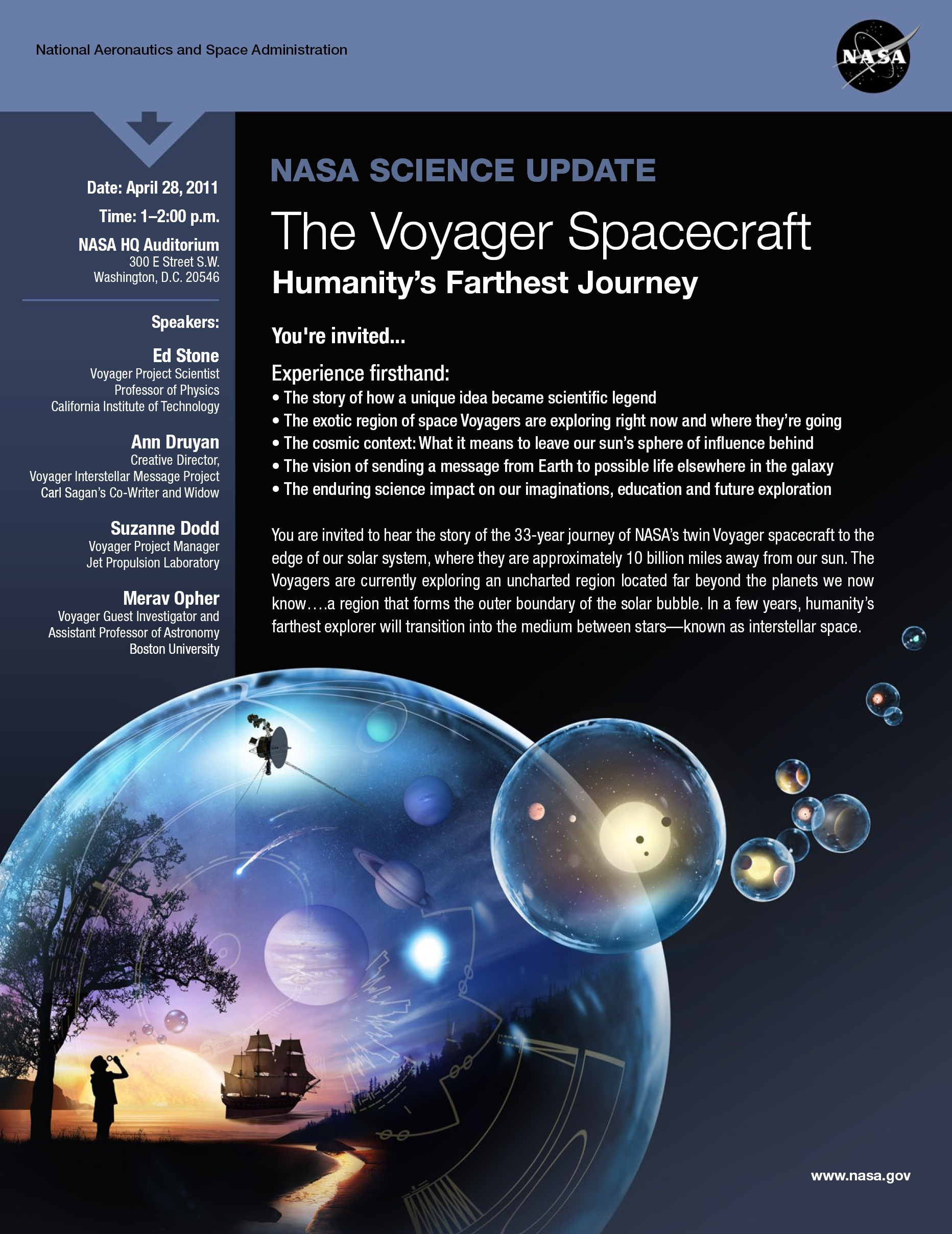
인류의 가장 먼 여행

두 탐사선은 하부체계 몇몇의 작동을 줄이면서 계속 동작할 것이며, 보이저 성간 탐사에 사용되는 장비를 통해 과학 자료를 계속해서 보내올 수 있다. 두 탐사선 모두 2025년까지는 고도 조정에 필요한 연료와 전력 생산량이 충분할 것이며, 그 후에는 전력 문제로 과학 장비 몇몇을 꺼야 한다. 그 때쯤 되면 과학 탐사가 중단될 가능성이 크다.

### 임무 상세
보이저 성간 탐사 시작 당시 보이저 1호와 2호는 지구로부터 각각 40 AU, 31 AU 떨어져 있었다. 성간 탐사는 말단충격 단계, 태양권덮개 단계, 성간 탐사 단계로 세분되었다. 처음 단계인 말단충격 단계는 태양의 자기장이 주변 공간에 강한 영향을 미치며, 플라스마 입자가 가득한 공간이다. 태양에서 더 멀어지면 성간풍으로 인해 태양풍의 확장이 멈추며, 태양풍 속도가 초음속에서 음속 이하로 감소하며 플라스마 흐름 방향과 자기장 형태가 크게 변화한다.
보이저 1호는 2004년 12월 94 AU 지점에서, 2호는 2007년 8월 84 AU 지점에서 말단충격 단계를 완료했다. 그 후 탐사선은 태양풍 입자가 가득한 태양권덮개로 진입했으며, 2012년 8월 25일 보이저 1호는 태양권덮개를 지나 성간 공간으로 진입했다. 현재 보이저 1호는 1년에 3.6 AU, 2호는 1년에 3.3 AU의 속도로 태양계를 탈출 중이다. 4만 년 이후에 보이저 1호는 기린자리의 항성 AC+79 3888에서 1.6 광년까지 접근할 것이며, 비슷한 시기에 2호는 로스 248에 1.7 광년까지 접근할 것이다. 29만 6천 년 이후에 2호는 밤하늘에서 가장 밝은 별인 시리우스에 4.6 광년까지 접근한다.

## 통신
통신은 통신변조장치(TMU)를 통해 이루어졌으며, "저속" 및 "고속" 대역이 분리되어 있었다.
저속 대역의 속도는 초당 40 비트였으며 평문으로 전송되어 오류 감지가 불가능했다. 고속 대역의 속도는 초당 10 비트에서 115.2 킬로비트 사이였으며, 암호화되어 보내졌다. TMU는 고속 대역 데이터를 비트의 2배(k=7, r=1/2)와 같도록 7글자로 돌림형 부호화하였다.
보이저 통신 장비는 다음과 같이 작동했다.
- 7200, 1400 bit/s 테이프 녹음기
- 600 bit/s 실시간 입자, 장, 파동; UVS 전체; 공학 데이터
- 160 bit/s 실시간 입자, 장, 파동; UVS 일부; 공학 데이터
- 40 bit/s 실시간 공학 데이터, 과학 데이터 없음
  - 참고: 160 및 600 bit/s 에서는 다른 데이터 종류가 끼워져 있다.

보이저 탐사선에는 통신 장비가 3종류 있었다.
고속
- CR-5T (ISA 35395) 과학 데이터,[37] 일부 공학 데이터가 포함되기도 함
- FD-12 고정확도 공학 데이터, 일부 과학 데이터가 포함되기도 함

저속
- EL-40 공학 데이터,[38] 일부 과학 데이터가 포함될 수도 있으며, 시스템 전체가 대표되는 것은 아님
- 이는 일부 하부체계가 포함되지 않는 축약형이다.

EL-40과 CR-5T (ISA 35395) 사이에는 중첩이 있으며, 간단한 EL-40 데이터는 CR-5T 장비처럼 해상도가 좋지는 못하다. 하부체계의 전기를 표현할 때 EL-40은 정수로만 표현하므로, 다른 곳에서도 비슷하게 동작하리라 여겨진다.
둘 모두 공학 데이터에서 코어 덤프가 가능했다. 이 일상적인 절차를 통해 간헐적인 메모리 비트 넘김 문제를 감지 및 해결하고, 2010년대 중반에 2주치 데이터를 날렸던 영구적인 비트 넘김 문제를 감지할 수 있다.

## 보이저 금제 음반

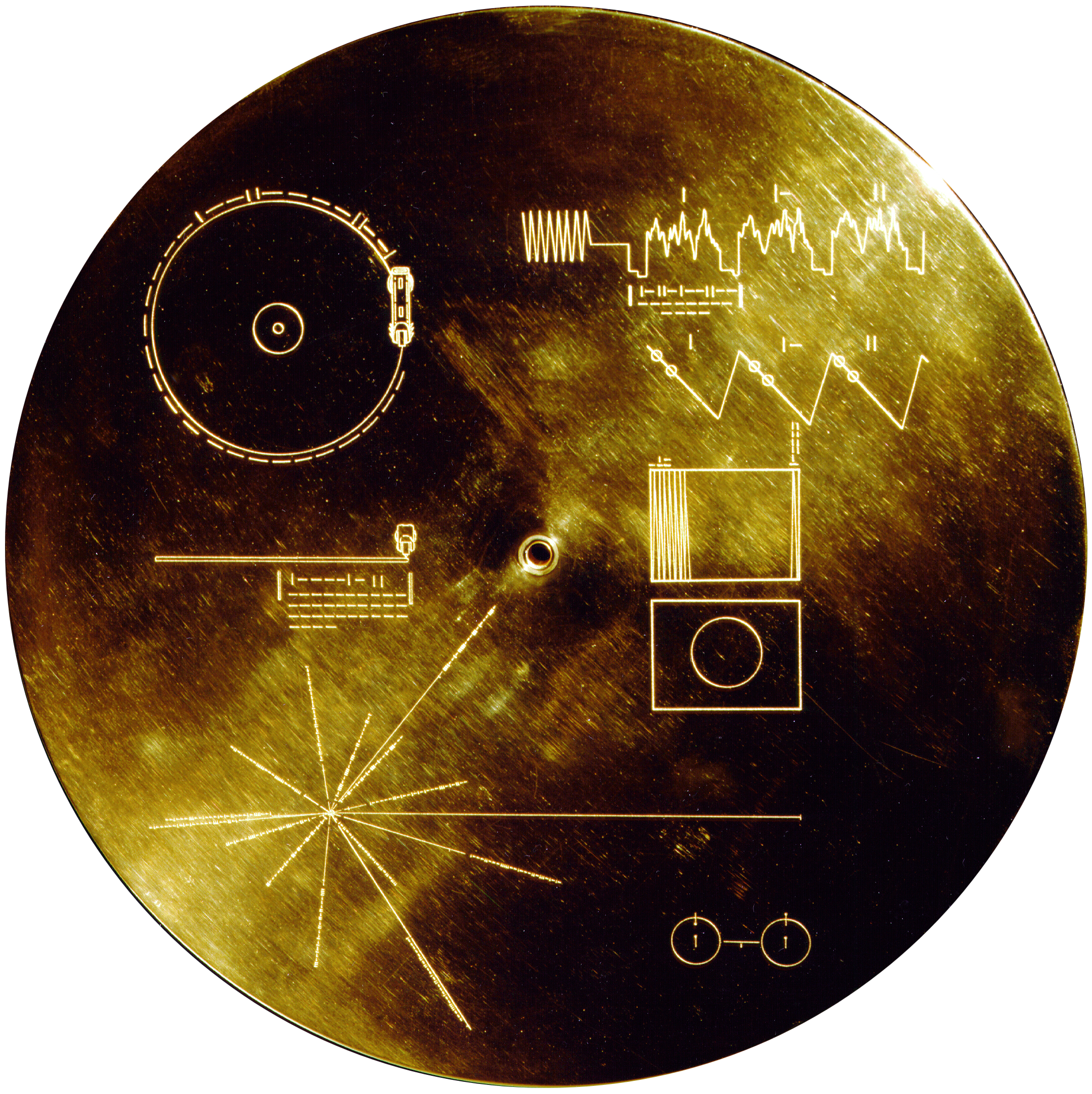
음반의 뒷면.

두 탐사선에는 각각 30 cm 크기의 금제 음반이 실렸으며, 지구의 소리와 사진들이 기록되어 있다. 음반의 표지에는 음반을 트는 방법과 지구의 위치가 표시되어 있다. 이 음반은 외계 문명이 보이저 탐사선을 찾았을 때 인류가 보내는 "메시지"이며, 미래에 인류가 만약 탐사선을 다시 회수한다면 타임캡슐이 된다. 음반에 실린 내용들은 칼 세이건이 의장을 맡은 위원회에서 선별했다.

## 창백한 푸른 점

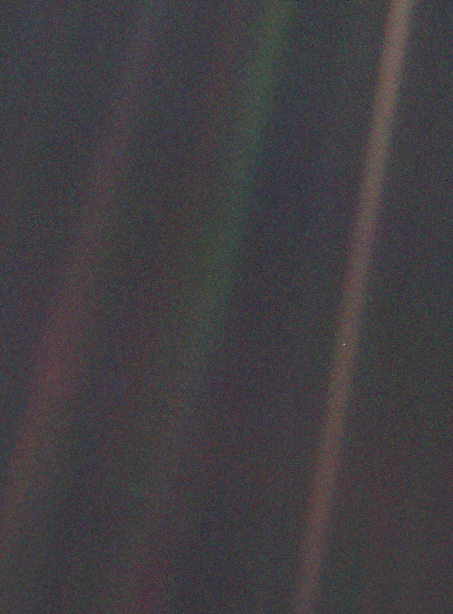
60억 킬로미터 밖에서, 지구는 단지 "창백한 푸른 점"으로 보일 뿐입니다. 지구는 사진에서 내리쬐는 3개의 광선 중 제일 오른쪽 광선의 중앙에서 약간 아래에 점 하나로 찍혀 있습니다.

보이저 탐사선이 촬영한 새로운 사진들은 인쇄물이나 전자 미디어를 통해 주기적으로 발표되었으며, 그 중 가장 유명하다 할 수 있는 사진이 1990년 1호가 촬영한 창백한 푸른 점이다. 천문학자 칼 세이건은 이 사진을 다음과 같이 평했다.
| “ | 이렇게 멀리 떨어져서 보면 지구는 특별해 보이지 않습니다. 하지만 우리 인류에게는 다릅니다. 저 점을 다시 생각해보십시오. 저 점이 우리가 있는 이곳입니다. 저 곳이 우리의 집이자, 우리 자신입니다. 여러분이 사랑하는, 당신이 아는, 당신이 들어본, 그리고 세상에 존재했던 모든 사람들이 바로 저 작은 점 위에서 일생을 살았습니다. 우리의 모든 기쁨과 고통이 저 점 위에서 존재했고, 인류의 역사 속에 존재한 자신만만했던 수 천 개의 종교와 이데올로기, 경제체제가, 수렵과 채집을 했던 모든 사람들, 모든 영웅과 비겁자들이, 문명을 일으킨 사람들과 그런 문명을 파괴한 사람들, 왕과 미천한 농부들이, 사랑에 빠진 젊은 남녀들, 엄마와 아빠들, 그리고 꿈 많던 아이들이, 발명가와 탐험가, 윤리도덕을 가르친 선생님과 부패한 정치인들이, "슈퍼스타"나 "위대한 영도자"로 불리던 사람들이, 성자나 죄인들이 모두 바로 태양빛에 걸려있는 저 먼지 같은 작은 점 위에서 살았습니다. 우주라는 광대한 스타디움에서 지구는 아주 작은 무대에 불과합니다. 인류역사 속의 무수한 장군과 황제들이 저 작은 점의 극히 일부를, 그것도 아주 잠깐 동안 차지하는 영광과 승리를 누리기 위해 죽였던 사람들이 흘린 피의 강물을 한 번 생각해보십시오. 저 작은 픽셀의 한 쪽 구석에서 온 사람들이 같은 픽셀의 다른 쪽에 있는, 겉모습이 거의 분간도 안되는 사람들에게 저지른 셀 수 없는 만행을 생각해보십시오. 얼마나 잦은 오해가 있었는지, 얼마나 서로를 죽이려고 했는지, 그리고 그런 그들의 증오가 얼마나 강했는지 생각해보십시오. 위대한 척하는 우리의 몸짓, 스스로 중요한 존재라고 생각하는 우리의 믿음, 우리가 우주에서 특별한 위치를 차지하고 있다는 망상은 저 희미한 파란 불빛 하나만 봐도 그 근거를 잃습니다. 우리가 사는 지구는 우리를 둘러싼 거대한 우주의 암흑 속에 있는 외로운 하나의 점입니다. 그 광대한 우주 속에서 우리가 얼마나 보잘것없는 존재인지 안다면, 우리가 스스로를 파멸시킨다 해도 우리를 구원해줄 도움이 외부에서 올 수 없다는 사실을 깨닫게 됩니다. 현재까지 알려진 바로는 지구는 생명을 간직할 수 있는 유일한 장소입니다. 적어도 가까운 미래에 우리 인류가 이주를 할 수 있는 행성은 없습니다. 잠깐 방문을 할 수 있는 행성은 있겠지만, 정착할 수 있는 곳은 아직 없습니다. 좋든 싫든 인류는 당분간 지구에서 버텨야 합니다. 천문학을 공부하면 겸손해지고, 인격이 형성된다고 합니다. 인류가 느끼는 자만이 얼마나 어리석은 것인지를 가장 잘 보여주는 것이 바로 우리가 사는 세상을 멀리서 보여주는 이 사진입니다. 제게 이 사진은 우리가 서로를 더 배려해야 하고, 우리가 아는 유일한 삶의 터전인 저 희미한 푸른 점을 아끼고 보존해야 한다는 책임감에 대한 강조입니다. | ” |
|   | — 《창백한 푸른 점》, 칼 세이건 |   |

## 대중문화 속에서의 보이저
- 우주대모험 1999의 에피소드 "Voyager's Return"→보이저의 귀환에서는 "보이저 1호"와 "보이저 2호"라는 우주선이 등장하며, 이 에피소드는 실제 보이저 탐사선이 발사되기 2년 전에 방영되었다.
- 스타 트렉에서는 가상의 우주선 "보이저 6호"가 나오며, 다만 탐사선의 명판에는 "Voyager 6"에서 o, y, a, 6이 가려져 "V ger"로 표시되어 있다.
- 영화 스타맨은 외계 문명이 보이저 2호를 발견해 금제 음반을 재생하는 데 성공하여, 정찰병을 지구로 보내는 내용이다.
- PBS 다큐멘터리: "The Farthest - Voyager in Space" 보관됨 2018-10-08 - 웨이백 머신

## 같이 보기
- 가족 사진
- 파이어니어 계획
- 행성 대탐사 계획